# 月 (オペラ)
童話オペラ『月』（つき、ドイツ語: Der Mond）は、カール・オルフが作曲したオペラ。初演は1939年2月5日、クレメンス・クラウスの指揮によりバイエルン国立歌劇場で行われた。グリム童話に基づくリブレットはオルフ自身によるもので、1937年から1938年にかけて作曲された。
日本での初演は、「月を盗んだ話」というタイトルで2005年10月1日、札幌室内歌劇場による日本語上演。2010年1月には、新国立劇場小劇場での上演も行われた。

## 登場人物
語り手（高いテノール・裏声）、4人の若者（テノール、バリトン、バリトン、バス）、農夫2名（バス）、天上の秩序を保つ老人ペトルス（バス）、酒場の亭主（バリトン）、村長（テノール）、死人たち（合唱）、月を盗まれる人々（混声合唱と児童合唱）、月の光で目がさめる死人たち（独唱と混声合唱）、月を見つけた子供

## 使用楽器
通常のオーケストラ、ピアノ、オルフ独特の非ヨーロッパ系打楽器群、混声合唱団、独唱者、児童合唱団

## あらすじ
語り手が話し始める。「昔々ある国がありました。その国の夜は、いつも真っ暗で月も昇らず、天には覆いが被ったように真っ暗でした。それというのも、この世界が創造されたときに、夜のための光まで行き渡らなかったからです。その国から4人の若者が旅に出た。別の国にたどり着き夕闇がせまってくると、1本の大きなオークの木に輝く玉が吊るされて、遠くまで弱い光を投げかけていた。太陽ほど明るくないが、なんでも良く見えた。」ここまで、語り手が話した後、若者達の会話が始まる。若者は農夫に尋ねた「あれは何だ」。農夫は「月だよ、俺達の村長が3ターレルで買ってきたんだ。毎日明るく照るように磨かなきゃならんのだが、磨き賃に毎週1ターレル、村長が呉れるんだ」と言う。
若者達は、この月を盗んで俺達の村に持ち帰ろうと相談。そして実行、この村はまた月を買えばいいんだ。手押し車に乗せる。自分達の村に帰るが、人々は「何に役立つんだ」と盛んに言う。磨いてオークの大木にくくりつけた。明るくなった村で、酔っ払いも夜道に迷うことなく安心してドンチャン騒ぎが始まる、大変な賑やかさだ。3ターレルで買ってきたと説明。毎週1ターレルの磨き賃をもらうことになり、4人の若者はいつしか老人になった。4人のうち一人死ぬたびに遺言によって月の4分の1を切り取って、棺おけに入れていく。4人死ぬとその村はまた、真っ暗になって夜道でぶつかったりするようになった。
一方、死人の世界では、4人が持ち寄った月を1つにして、明るくなった。沢山の死人たちが明るくなった世界で騒ぎ出し、飲む打つ買うが始まる。九柱戯やら賭け事やらであまりの騒がしさで喧嘩も始まる。4人は、月が大切ならもっと静かにしてくれと言うが、収まらないので、月を消してしまう。しかし、月をともせという死人たち。老羊飼いのペトルスが角笛をもって見回りにやってくる。ペトルスは騒ぎに向かって、落雷による雷鳴を大音響で聞かせて驚かし、静かになってから事情を調べに降りてきた。事情を聞いてペトルスが可笑しがって、一緒に酒を酌み交わす、そのうちにペトルスが魔法を使う。死人たちは眠い中でペトルスの話を聞く「そうか、あれが月と言うものか、だが、光は生きている者の為にある。お前達の寿命はとっくに終わっている。眠れ、もう眠れ」と諭す。語り手が、「こうしてペトルスは死人たちを鎮め、月を掲げて天に吊るした」と語る。そこに、寝巻きを着た子供が登場、「あ！　あそこにお月様がかかっている！」との声。死人たちの静かな寝息が低音楽器で聞こえる。